# Dorożkowo (obwód wołogodzki)
Dorożkowo (ros. Дорожково) – wieś w Rosji, w rejonie kiczmiengsko-gorodieckim obwodu wołogodzkiego. W 2010 r. liczyła 69 mieszkańców.